# Stenometopiellus zavchanus
Stenometopiellus zavchanus är en insektsart som beskrevs av Dlabola 1967. Stenometopiellus zavchanus ingår i släktet Stenometopiellus och familjen dvärgstritar. Inga underarter finns listade i Catalogue of Life.